# Sadako Ring Originals
Sadako Ring Originals (japanisch 貞子 3D Sadako 3D) ist ein Horrorfilm von Tsutomu Hanabusa aus dem Jahr 2012. Er ist die direkte Fortsetzung von Ring – Spiral.

## Handlung
Zu Beginn erstellt Seiji Kashiwada ein neues verfluchtes Video, das sich völlig vom Originalvideo unterscheidet. Man sieht, wie er selbst von Sadako Yamamura getötet wird. Sadako kann man im Video nicht sehen, so dass die Zuschauer es für einen Selbstmord halten.
Akane Ayukawa ist eine High-School-Lehrerin. Sie erfährt von den Schülern, dass ein Suizidvideo existiert. Wenn man sich das Video ansieht, begeht man selber Suizid. Akane Ayukawa glaubt erstmal nicht an die Geschichte. Plötzlich stirbt eine von Akanes Schülerinnen. Akane und ihr Freund Takanori wollen die Ursache für den mysteriösen Tod finden. Die beiden finden raus, dass Seiji Kashiwada damit etwas zu tun hat. Seiji möchte mit Sadako die Welt ins Chaos stürzen. Akane muss Seji und Sadako aufhalten, bevor die Welt ins Chaos stürzt.

## Synchronisation
| Rolle               | Schauspieler/in   | Synchronsprecher/in |
| ------------------- | ----------------- | ------------------- |
| Akane Ayukawa       | Satomi Ishihara   | Marieke Oeffinger   |
| Takanori Ando       | Kôji Seto         | Roman Wolko         |
| Sadako Yamamura     | Ai Hashimoto      |                     |
| Noriko Morisaki     | Yôko Kita         | Tatjana Pokorny     |
| Asst. Det. Nakamura | Tsutomu Takahashi | Stefan Günther      |
| Seiji Kashiwada     | Yusuke Yamamoto   |                     |
| Detektiv Koiso      | Ryosei Tayama     |                     |

## Rezeption
- Lexikon des internationalen Films: Eine lächerliche Variation, die das ästhetische Programm des Originals auf den Kopf stellt und die 3D-Dimension für kontraproduktive Schockeffekte missbraucht.[4]

## Fortsetzung
2012 wurde eine Fortsetzung mit dem Titel Sadako 3D 2 angekündigt. Gedreht wurde sie vom 9. März bis Ende April 2013. Der Film wurde am 30. August 2013 veröffentlicht.